# 印第安人营地

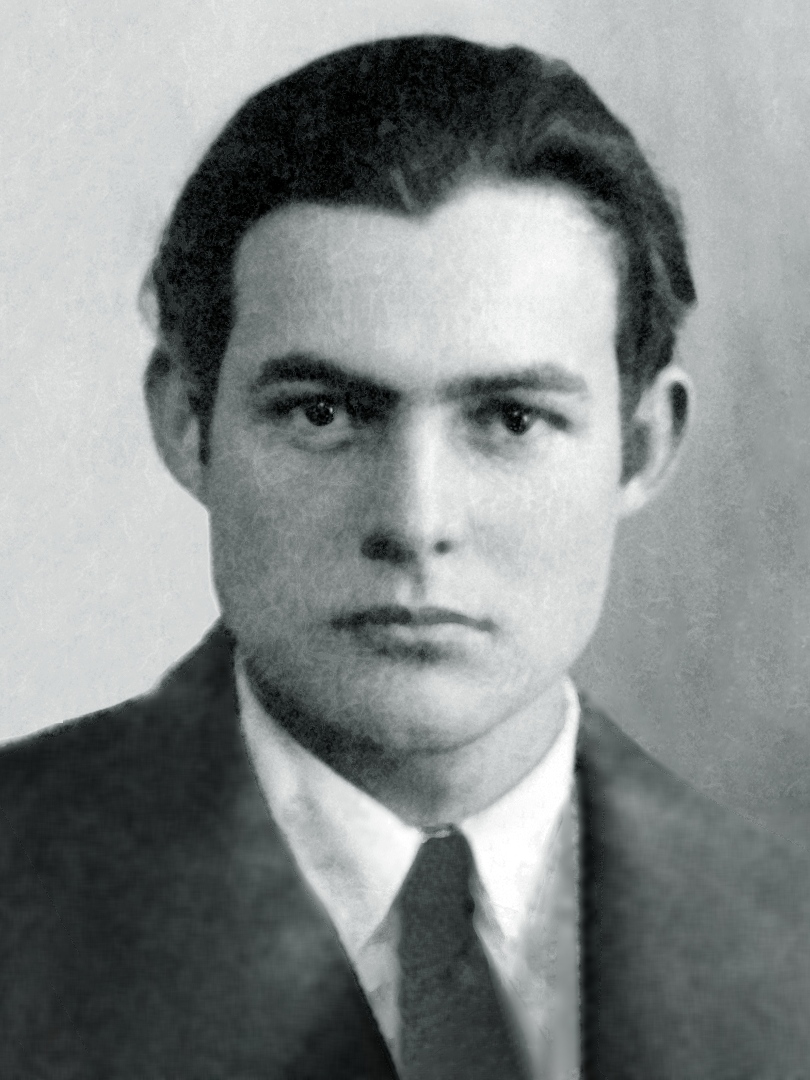
欧内斯特·海明威1923年的护照相片，摄于《印第安人营地》出版的前一年

《印第安人营地》是欧内斯特·海明威撰写的短篇小说。这个故事最初于1924年在福特·馬多克斯·福特创办于巴黎的文学杂志《跨大西洋评论》上发表，于1925年在海明威首本美国短篇小说集《在我们的时代》中由博尼和李佛莱特出版社重新发行。海明威以故事中的孩子——半自传角色尼克·亞當斯的视角，讲述了其首次探访印第安营地的所见所闻。
在故事中，尼克·亚当斯的父亲作为一位乡村医生，被传唤到一个印第安营地去接生婴儿。在营地里，医生父亲迫于情势，只得用一把折叠刀进行剖宫产手术，尼克在旁协助。随后，这名产妇的丈夫被发现自杀，此人在手术过程中割喉而亡。这个故事展现了海明威含蓄隐晦的文风和对比法的运用。《印第安人营地》是一个启蒙故事，其中包括诸如分娩生子和死亡恐惧之类的主题，这些主题在海明威后来的许多作品中也有所体现。小说发表后，他的文学水准得到了肯定和赞扬，学者们将其视为海明威文学世界中的一篇重要作品。

## 情节概述
故事开始于黎明前的几小时，年轻的尼克·亞當斯、他的父亲、叔叔和他们的印第安向导划船过湖，来到附近的印第安营地。尼克的父亲是医生，他被叫去为一名已经难产好几天的妇女接生。等到了营地，他们发现这名产妇躺在棚屋里一张架子床的下铺；她的丈夫脚受伤了，躺在上铺。尼克父亲迫于条件，用折叠刀给产妇进行了剖宫产手术，因为产妇没办法自然分娩; 他让尼克在旁边帮忙端着水盆。在整个手术过程中，产妇一直在尖叫，当尼克的叔叔试图按住她时，她咬了他。孩子出生后，医生将目光转向上铺的丈夫，发现他在手术过程中用剃刀将喉咙横贯割开了一道致命的口子。尼克被带出了小屋，他的叔叔和两个当地人离开了，没再回来。故事以父子俩在湖上划船离开营地而结束。尼克看着父亲划船，问父亲关于生死的话题，并自认为永远不会死去。

## 主题和体裁

### 生死启蒙与死亡恐惧
《印第安人营地》是一个启蒙故事。父亲亚当斯医生让年幼的儿子尼克接触到分娩产子和骤然暴死，这一经历使得尼克将分娩等同于死亡。海明威评论家温道林·特洛（Wendolyn Tetlow）认为，在故事中，性行为最终以“屠夫式”的出生和流血的死亡而告终，而尼克离开现场时的焦虑感显而易见。当尼克对邪恶的“高度感知”使他意欲摒除这段经历时，这个故事达到了高潮。托马斯·斯特里查奇（Thomas Strychacz）写道，尽管尼克可能并不想看剖宫产的过程，但他的父亲坚持要他看——医生不希望他的儿子纯白一片地迈入成年世界。
海明威传记作者菲利普·杨（Philip Young）写道，海明威在《印第安人营地》中的重点不是在分娩的母亲或自杀的父亲，而是在年轻的尼克·亚当斯身上，他目睹了这些事件，并成为了一个“心痕累累且精神紧绷的年轻人”。 在故事中，海明威开启了塑造亚当斯角色性格的事件。杨认为，这个看似简单的海明威故事掌握着“一把万能钥匙”，可以窥见“作者在其写作生涯的大约三十五年中所要达到的目标“。评论家霍华德·汉纳姆（Howard Hannum）对此表示赞同。他认为海明威在这篇小说中描绘的出生创伤和自杀阴云为其提供了创作的主旋律，也提供了尼克·亚当斯故事的统一框架。
《印第安人营地》也涉及对死亡的恐惧。故事的被删减部分突出了尼克的恐惧; 而发表的版本则以一种隐晦的方式强调了这一点。后来出版的《三个镜头》写到，被带到印第安营地的前一天晚上，尼克被独自撇在森林里，那时的他“被死亡的念头淹没了”。 批评家保罗·斯特朗（Paul Strong）推测，海明威可能是有意安排这样的叙述结构，以便尼克的父亲决定将他满心恐惧的儿子带到印第安营地；尼克在那里面对着可怕的死亡现实，但这“几乎没有减轻尼克的恐惧”。汉纳姆认为，海明威故意模糊了出生的细节，而不是死亡。他推测尼克可能“被挡住了剖宫产的大部分场景，但他能清楚地看到父亲的头向后仰着”。
批评者质疑为什么这名产妇的丈夫会自杀。斯特朗认为，“丈夫是被妻子的尖叫驱使自杀”的论点是有问题的，因为自杀发生在沉默的瞬间。他引用海明威在《午后的死亡》中的说法：“如果两个人彼此相爱，就不可能有幸福的结局”，并以此作为丈夫自杀的疑似证据，因为丈夫“因妻子的痛苦，或他自身的苦痛，将他自己逼入了绝境。”
故事还展现了童年的纯真。尼克·亚当斯相信他将永远活着，永远做一个孩子。他是看到自己生活“不断向前”的一个角色。故事的结尾，当尼克和父亲在船上说自己永远不会死，他就否认了死亡。 《印第安人营地》展现了海明威早期对自杀的迷恋，以及对父子间冲突的聚焦。 杨认为，读者需要关注这样一个事实，即主要人物所基于的两个人——父亲克拉伦斯·海明威（Clarence Hemingway）和男孩欧内斯特·海明威最后都自杀了。肯尼斯·林恩（Kenneth Lynn）写道，对现代读者而言，具有讽刺意味的是，“湖上那只船的两个角色终有一天会自我了结”。海明威于1961年7月2日开枪自杀，而他的父亲于1928年12月6日饮弹自尽。

### 原始主义、种族问题和自传色彩
杰弗里·迈耶斯（Jeffrey Meyers）在他的文章《海明威的原始主义与“印第安人营地”》中写道，海明威非常清楚丈夫的角色，因为在这个故事中，他写了一个熟悉的主题，即他在密歇根州的童年经历。这位年轻父亲的角色是“让医生泄气”，医生进行了剖宫产手术，成功地接生了婴儿，并为母亲的柔韧力量提供了对照。父亲的自杀象征着对白人医生的抗拒：白人医生必要的手术技能，但却给丈夫带来了毁灭性打击。艾米·斯特朗（Amy Strong）在她的论文《沉默中的尖叫：“印第安人营地”中的种族暴力》中写道，这篇小说是关于“统治”的；妻子被白人医生割开腹部的那一刻，丈夫就自杀了。她认为统治的主题存在于多个层面：尼克由父亲统治；白人医生“割开了那个女人，就像早期的定居者在树上划开了口子一样”。
海明威学者托马斯·斯特里查奇（Thomas Strychacz）认为，海明威在这个故事中再现了欧洲人初探新大陆的情景，以及随后出现的天定命运论。故事中的白人上岸后，在海滩上遇到了当地土著。这个土著丈夫兼婴儿父亲失去了一切，最终走向自杀：他的房子被抢走，他的妻子被割开。白人医生告诉儿子无须理会女人的尖叫声：“不用在意她的尖叫声。我听不到这些，因为它们一点儿也不重要。”医生的胜利是通过剖腹接生一个婴儿来控制自然生死，父亲的自杀则象征着从白人医生手里夺回了控制权。
迈耶斯认为这个故事并非自传性质，尽管它是海明威“讲真实故事”的一个早期例子。在故事中，尼克·亚当斯的父亲被设定成“职业性冷酷”，其原型正是海明威自己的父亲克拉伦斯·海明威（Clarence Hemingway）。海明威的叔叔乔治（George）也出现在故事中，并受到冷漠对待。 汉纳姆暗示乔治可能是孩子的父亲，并写到，故事中“印第安婴儿父亲的身份从未揭晓”。在手术中，产妇咬了乔治叔叔，印第安人也嘲笑他，发现女子的丈夫去世后，他就离开了。
杰克逊·本森（Jackson Benson）在《欧内斯特·海明威：内心的幻想与虚构的生活》中写到，批评家们应避免在海明威的生活与小说之间寻找联系，而应专注于他如何利用传记事件将生活转化为艺术。他认为，作家生活中的事件与小说之间只有模糊的联系，就像戏剧产生于梦境一样。关于海明威的早期小说，本森认为“他的早期小说，他的最好作品，经常被比作强迫性的噩梦。”在《论写作》中，海明威写到，《印第安人营地》是一个虚构事件趋向真实生活的故事。“他写过的所有好东西都是他编造的......他当然从未见过印第安女人生孩子。这才是他的厉害之处。”

## 写作风格
海明威传记作家卡洛斯·贝克写到，海明威从短篇小说中学到了“如何以小见大，如何精炼语言，如何加深立意，以及如何以一种言简意丰的方式暗述真相”。 这种风格被称为“冰山理论” 。因为正如贝克所描述的那样，在海明威的著作中，坚实的真相浮于水面，而包括象征主义在内的支撑结构却在视线之外运作。本森认为，海明威利用自传细节作为取景工具来描写普通日常的生活，而不仅仅是他个人的生活。冰山理论的概念有时被称为“遗漏理论”。海明威认为，尽管水面之下发生了完全不同的事情，但作者仍可以描述表层的事实。
海明威从艾兹拉·庞德那里学到了如何实现精简文风，以及如何在他的文章中融入意象主義的概念。他说，是庞德“教会了他更多‘关于如何写与不写’的知识”。他的朋友詹姆斯·乔伊斯告诉他“将作品精简到精要”。这篇文章篇幅很短，缺乏明确的象征意义。海明威没有重复传统的文学典故，而是依靠反复出现的隐喻或转喻来塑造形象。在一系列客观相关词中，“剖宫产”一词反复与诸如“毯子”和“架子床”之类的词相关联，这是海明威向托马斯·斯特恩斯·艾略特学到的技巧。 泰特洛认为海明威这个早期故事省略了角色的自身发展。他只是将角色放置在场景中，并添加了描述性的细节，例如尖叫的女人，抽烟的男人和感染的伤口，这些都给人以真实感。
《印第安人营地》分为三个部分：第一部分将尼克和他的父亲放在黑暗的湖上；第二部分发生在肮脏狭窄的船舱中；第三部分里尼克和他的父亲沐浴在阳光下划船返回。当最后尼克用手划过湖水，并“在清晨的严寒中感到温暖”时，海明威就使用了对比法。 保罗·斯特朗（Paul Strong）认为，被删除的部分可能为故事情节提供了背景以及更多的对立之处，例如尼克在“寂静夜晚”中的孤独与中间场景里人群的拥挤，就形成了对列。 保罗·史密斯（Paul Smith）写道，通过删节，海明威聚焦故事的中心点：生与死的启蒙仪式，这对营地的印第安人来说是熟悉的，但对年轻的尼克来说却是陌生的。故事结尾处，尼克难以倾吐心绪，将手伸到水中，“觉得自己永远不会面临死亡”。

### 腳注
1. ↑  Tetlow 1992
2. 1 2 3  Tetlow 1992
3. 1 2  Tetlow 1992
4. 1 2  Strychacz 2003
5. ↑  Young 1973
6. 1 2 3  Hannum 2001
7. ↑  Strong 1991
8. ↑  Strong 1991，第87頁
9. ↑  Mellow 1992
10. 1 2  Meyers 1985
11. ↑  Lynn 1987，第229頁
12. ↑  Young 1973
13. 1 2  Meyers 1985
14. ↑  Meyers 1990
15. ↑  Strong 1996
16. ↑  Meyers 1985
17. 1 2  Benson 1989
18. ↑  qtd. in Meyers 1985
19. ↑  Baker 1972
20. ↑  Oliver 1999
21. ↑  Meyers 1985，第74, 126頁
22. ↑  Hannum 2001，第95–97頁
23. ↑  Strong 1991
24. ↑  Smith 1996

### 文献
- Baker, Carlos (1972). Hemingway: The Writer as Artist (4th ed.). Princeton: Princeton UP. ISBN 0-691-01305-5.
- Benson, Jackson (1989). "Ernest Hemingway: The Life as Fiction and the Fiction as Life". American Literature. 61 (3): 345–358. doi:10.2307/2926824. JSTOR 2926824.
- Hannum, Howard (2001). "'Scared sick looking at it': A Reading of Nick Adams in the Published Stories". Twentieth Century Literature. 47 (1): 92–113. doi:10.2307/827858. JSTOR 827858.
- Hemingway, Ernest (1925). In Our Time. New York: Scribner. ISBN 0-684-82276-8.
- Lynn, Kenneth (1987). Hemingway. Cambridge: Harvard UP. ISBN 0-674-38732-5.
- Mellow, James R. (1992). Hemingway: A Life Without Consequences. New York: Houghton Mifflin. ISBN 0-395-37777-3.
- Meyers, Jeffrey (1985). Hemingway: A Biography. London: Macmillan. ISBN 0-333-42126-4.
- Meyers, Jeffrey (1990). "Hemingway's Primitivism and "Indian Camp"". In Benson, Jackson (ed.). New Critical Approaches to the Short Stories of Ernest
- Hemingway. Durham, NC: Duke UP. ISBN 0-8223-1067-8.
- Oliver, Charles M. (1999). Ernest Hemingway A to Z: The Essential Reference to the Life and Work. New York: Checkmark. ISBN 0-8160-3467-2.
- Reynolds, Michael (1989). Ernest Hemingway: The Paris Years. New York: Norton. ISBN 0-393-31879-6.
- Smith, Paul (1996). "1924: Hemingway's Luggage and the Miraculous Year". In Scott, Donaldson (ed.). The Cambridge Companion to Ernest Hemingway. New York: Cambridge UP. ISBN 0-521-45574-X.
- Strong, Amy (1996). "Screaming Through Silence: The Violence of Race in Indian Camp and The Doctor's Wife". The Hemingway Review. 16 (1): 19–29.
- Strong, Paul (1991). "The First Nick Adams Stories". Studies in Short Fiction. 28 (1): 83–91.
- Strychacz, Thomas (2003). Hemingway's Theaters of Masculinity. Baton Rouge: Louisiana State UP. ISBN 0-8071-2906-2.
- Tetlow, Wendolyn (1992). Hemingway's In Our Time: Lyrical Dimensions. Cranbury, NJ: Bucknell UP. ISBN 0-8387-5219-5.
- Wagner-Martin, Linda (2002). "Introduction". In Wagner-Martin, Linda (ed.). Ernest Hemingway's The Sun Also Rises: A Casebook. New York: Oxford UP. ISBN 0-19-514573-9.
- Young, Philip (1964). Ernest Hemingway (1973 ed.). St. Paul: Minnesota UP. ISBN 0-8166-0191-7.

## 外部連結
- 收藏的《印第安人营地》